# Замещение поста президента
В странах с республиканской формой правления главой государства обычно является президент. В случае, если президент по каким-нибудь причинам не может исполнять свои обязанности, его полномочия переходят к другому должностному лицу. В разных странах это может быть председатель правительства (Россия), вице-президент (США), председатель палаты парламента (Французская республика).

## США
Более подробно: Наследование президентских полномочий в США, Исполняющий обязанности президента США
- Вице-президент
- Спикер палаты представителей
- Спикер сената
- Госсекретарь
- Министр юстиции
- Министр обороны

При этом Конституция США предусматривает, что президентом страны может быть лишь рождённый в США. Например, Госсекретарь Мадлен Олбрайт родилась в Чехословакии и не могла стать президентом, поэтому в порядке замещения должности пропускалась.

## Франция
- Президента замещает председатель Сената. В 1968 и 1974 Ален Поэр исполнял обязанности президента республики.

## Австрия
- Председатель Федерального собрания. В 2004 году после президентских выборов и за 1,5 дня до вступления в должность вновь избранного президента Хайнца Фишера умер предыдущий президент Австрии Томас Клестиль, и 36 часов должность президента исполнял спикер.

## Туркменистан
- Спикер парламента. 22 декабря в связи с уголовным делом спикера парламента, исполняющим обязанности президента стал вице-премьер правительства

## Россия
Институт замещения главы государства строясь на общих базовых началах в рамках сравнительного конституционного права, тем не менее в каждой юрисдикции обладает своей своеобразностью. Если в некоторых государствах, рассматриваемый институт имеет точечную нормативно-правовую регламентацию, то в других лишь содержится в одной- двух нормах в акте конституционного характера. Российская Федерация относится к последним.
- Премьер-министр. В соответствии с Конституцией РФ, ст. 92, ч. 3:

Во всех случаях, когда Президент Российской Федерации не в состоянии выполнять
свои обязанности, их временно исполняет Председатель Правительства Российской Федерации.
Исполняющий обязанности Президента Российской Федерации не имеет права распускать
Государственную Думу, назначать референдум, а также вносить предложения о поправках
и пересмотре положений Конституции Российской Федерации.

## Украина
Согласно действующей редакции Конституции Украины от 2004 года с последующими изменениями, в случае досрочного прекращения полномочий президента Украины исполнение обязанностей президента Украины возлагается на председателя Верховной Рады вплоть до избрания и вступления в должность новоизбранного главы государства. Председатель Верховной Рады в таком статусе не обладает всей полнотой президентской власти: в частности, он не имеет права в качестве главы государства обращаться с посланиями к народу или Верховной Раде о внутреннем и внешнем положении, назначать референдум или внеочередные выборы в Верховную Раду, равно как и досрочно распускать парламент, а также вносить представления о назначении министра обороны и министра иностранных дел, назначать или увольнять генерального прокурора, членов национального совета по вопросам телевидения и радиовещания, судей Конституционного суда Украины, присваивать высшие военные и дипломатические звания, награждать государственными наградами, осуществлять право помилования и создавать вспомогательные или консультативные органы при президенте Украины.